# Anti-Flag
Anti-Flag je američki punk rock sastav iz Pittsburgha.

## Povijest

### Počeci
Anti-Flag je nastao 1988. godine kad su dva prijatelja, Pat Thetic i Justin Sane odlučili osnovati punk sastav. Pat je svirao bubnjeve, Justin gitaru, a Justinova sestra Lucy Fester je pjevala. Raspali su se nakon prvog koncerta. Nakon pet godina, 1993. godine, Pat i Justin su opet osnovali Anti-Flag, a kao basista su uzeli Andyja Flaga. 

### Stvaranje današnjeg Anti-Flaga i prvi albumi
Prvi album, Die For The Government, izdali su 1996. godine., a uskoro nakon toga je Andy napustio sastav zbog nesuglasica i svađa s Justinom. Nakon što je neko vrijeme njegovo mjesto popunjavao Sean Whelan iz grupe Bad Genes, Justin i Pat su upoznali Chrisa Heada. Budući da je on bio gitarist uskoro se prebacio na mjesto drugog gitarista, a njegovo je mjesto zauzela Jamie Cock. Nažalost, ona nije ostala članica nego je njeno mjesto zauzeo Chris Barker koji je također poznati i kao Chris #2. Sa stalnim basistom sastav je konačno mogao izdati novi album i to se dogodilo 1999. godine kada su izdali New Kind Of Army. Album je slao poruku protiv rasizma, fašizma te poticao mlade na razmišljanje o svijetu. U međuvremenu su osnovali vlastitu izdavačku kuću i preko nje izdali album Their System Doesn't Work For You. 

### Fat Wreck Chords
Nakon nekoliko odsviranih koncerata s grupom Rage Aginst The Machine bili su pozvani da nastupe na Warped Touru. Tamo su upoznali Fat Mikea, vlasnika izdavačke kuće Fat Wreck Chords i pjevača grupe NOFX. On ih je pozvao da potpišu ugovor s njim te su izdali dva albuma. Prvi album je bio Underground Network koji im je donio prvi veći uspjeh te s kojim su izašli iz anonimnosti. Njihove pjesme su i dalje sadržavale jednake poruke, poticaj na borbu protiv fašizma, nacionalizma i rasizma, a po prvi put su uz album priložili i knjižicu s esejima poznatih svjetskih povjesničara i političkih kritičara. Nakon 11. rujna 2001. godine otvoreno su prozivali vladu SAD-a da namjerno potiče rat pa su u to vrijeme neki povukli njihove albume iz prodaje. U veljači 2002. godine izdali su album Mobilize na kojem se osim nekih novih pjesama nalazi i 8 pjesama snimljenih na njihovom koncertu. Nakon tog albuma slijedila je velika turneja s poznatim sastavima poput Good Riddance i Strike Anywhere, a također su i prvi put održali turneju u Europi gdje su pozornicu dijelili sa sastavima Millencolin i Donots. Drugi album koji su izdali preko Fat Wreck Chordsa nazvan je The Terror State. Album je u potpunosti bio posvećen kritiziranju Busheve vladavine i rata u Iraku. Također, i ovaj album je uz sebe imao knjižicu s esejima povjesničara i kritičara. 

### RCA i kritike
Nakon zavšetka ugovora, Anti-Flag je potpisao svoj prvi ugovor s jednom velikom izdavačkom kućom, 2005. godine potpisali su ugovor s RCA. Iako su ih mnogi kritizirali zbog potpisivanja za veliku kuću, oni su rekli kako smatraju da je vrijeme da se njihova poruka prenese šire. Prvi su album izdali u ožujku 2006. godine, a nazvan je For Blood And Empire. Album je bio kritika lošeg vođenja rata protiv terorizma i Busheve administracije. Uslijedila je još jedna velika turneja nazvana "War Sucks, Let's Party". U travnju 2008. godine su izdali i svoj drugi album za RCA nazvan The Bright Lights Of America. Također, prethodno su 2007. godine izdali album A Benefit For The Victims Of Violent Crime koji sadržava nekoliko novih pjesama i nekoliko snimaka uživo. 

### SideOneDummy
Novi ugovor je Anti-Flag krajem 2008. godine potpisao s izdavačkom kućom SideOneDummy. U rujnu su objavili da rade na novom albumu, njihovom devetom studijskom uratku. Novi album nazvan The People Or The Gun trebao bi izaći u prodaju 9. lipnja 2009., ali je na internetu dostupan još od 8. svibnja. Potpisivanjem ugovora s nezavisnom kućom, Anti-Flag je opet vratio povjerenje svojih starih obožavatelja. 

## Članovi sastava

### Današnji članovi
Justin Sane-gitarist i pjevač(1988.- )
Chris Barker-basist(1999.- )
Chris Head-gitarist(1997.- )
Pat Thetic-bubnjar(1988.- )

### Bivši članovi
Lucy Fester-pjevačica(1988.)
Andy Flag-basist(1993. – 1996.)
Sean Whelan-basist(1996.)
Jamie Cock-basistica(1997. – 1999.)

## Vanjske poveznice
- Službena stranica sastava  Arhivirana inačica izvorne stranice od 23. veljače 2011. (Wayback Machine)